# Lista över österrikiska slagskepp

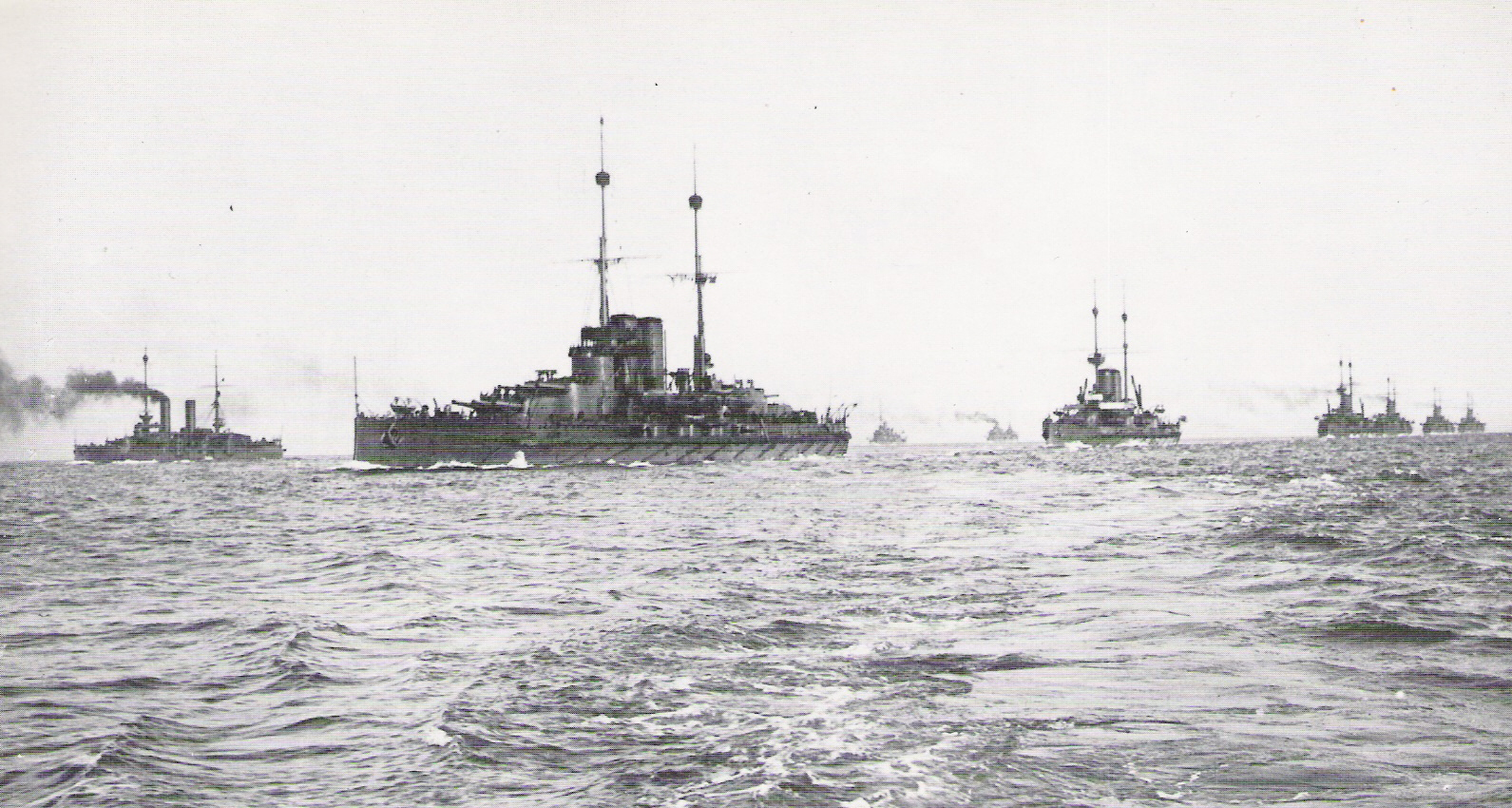
Slagskepp ur österrikisk-ungerska flottan på manöver åren före första världskriget.

Följande lista över österrikiska slagskepp innehåller samtliga slagskepp byggda för den österrikisk-ungerska marinen mellan 1899 och 1915.

## Fartygen

### Pre-dreadnought-slagskepp

#### Habsburg-klass
- SMS Habsburg
- SMS Árpád
- SMS Babenberg

#### Erzherzog Karl-klass
- SMS Erzherzog Karl
- SMS Erzherzog Friedrich
- SMS Erzherzog Ferdinand Max

#### Radetzky-klass
- SMS Erzherzog Franz Fredinand
- SMS Radetzky
- SMS Zrínyi

### Dreadnought-slagskepp

#### Tegetthoff-klass
- SMS Viribus Unitis
- SMS Tegetthoff
- SMS Prinz Eugen
- SMS Szent István

#### Ersatz Monarch-klass
- Slagskepp VIII
- Slagskepp IX
- Slagskepp X
- Slagskepp XI